# Gomfolobium
Gomfolobium (Gompholobium) je rod vyšších dvouděložných rostlin z čeledi bobovité (Fabaceae). Jsou to nízké keře s jednoduchými nebo složenými listy a nápadnými motýlovitými květy v různých barvách. Vyskytují se v počtu 44 druhů téměř výhradně v Austrálii. Některé druhy mají význam jako okrasné rostliny a skalničky.

## Popis

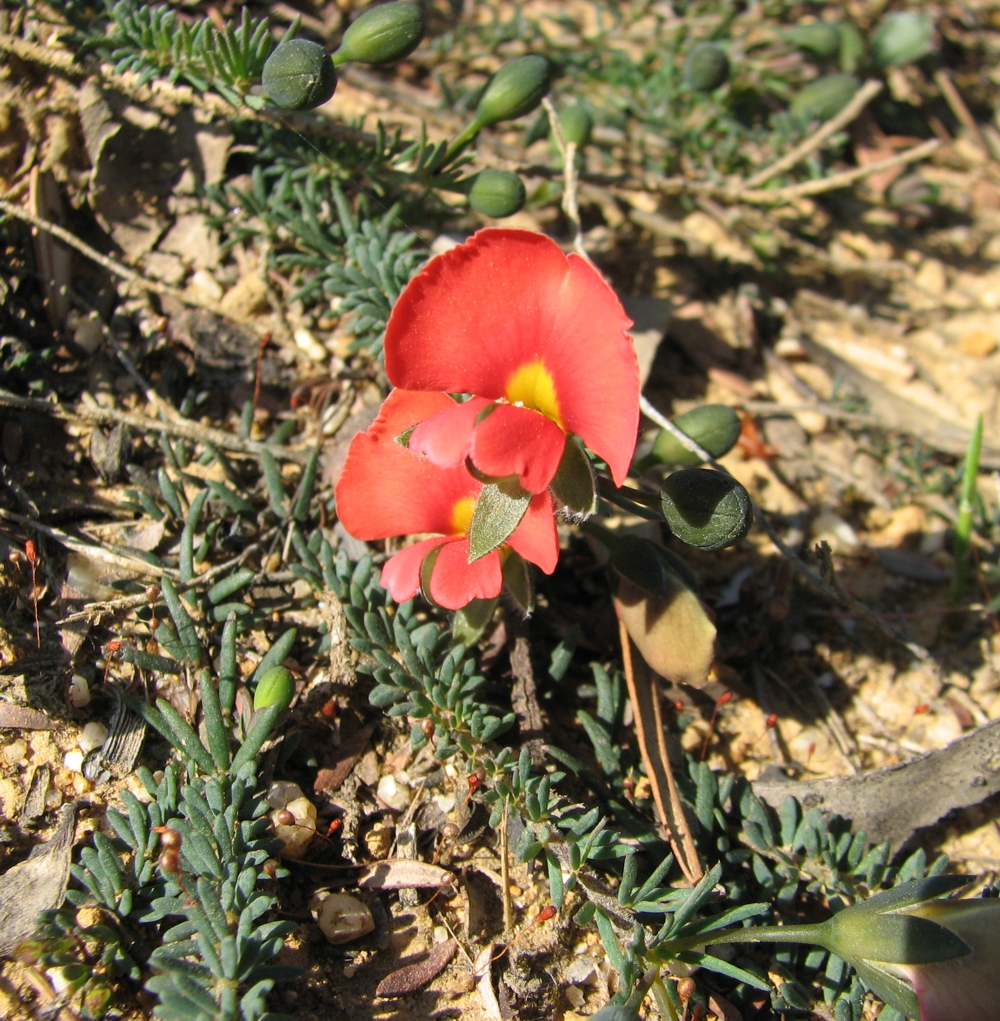
Kvetoucí Gompholobium ecostatum

Zástupci rodu gomfolobium jsou beztrnné poléhavé nebo přímé keře dorůstající výšky do 1 metru. Listy jsou střídavé, jednoduché, lichozpeřené, trojčetné, dlanitě složené nebo jednolisté, řapíkaté. Květy jsou jednotlivé nebo ve vrcholových či úžlabních hroznech, vrcholících, hlávkách či svazečcích. Květy jsou motýlovité, stopkaté. Kalich je tvořen 5 laloky které jsou delší než kališní trubka. Koruna je v různých barvách, nejčastěji žlutá, oranžová, červená, růžová, purpurová nebo hnědá, korunní lístky jsou na bázi krátce nehetnaté. Pavéza je na vrcholu zaokrouhlená až vykrojená, na bázi bez přívěsků. Křídla jsou volná, lístky člunku jsou srostlé, na vrcholu bez zobanu. Tyčinek je 10 a jsou volné. Semeník obsahuje 3 až mnoho vajíček a nese prohnutou nitkovitou čnělku. Plodem je kulovitý až vejcovitý, stopkatý, nafouklý lusk obsahující zpravidla několik semen. Semena nemají míšek.

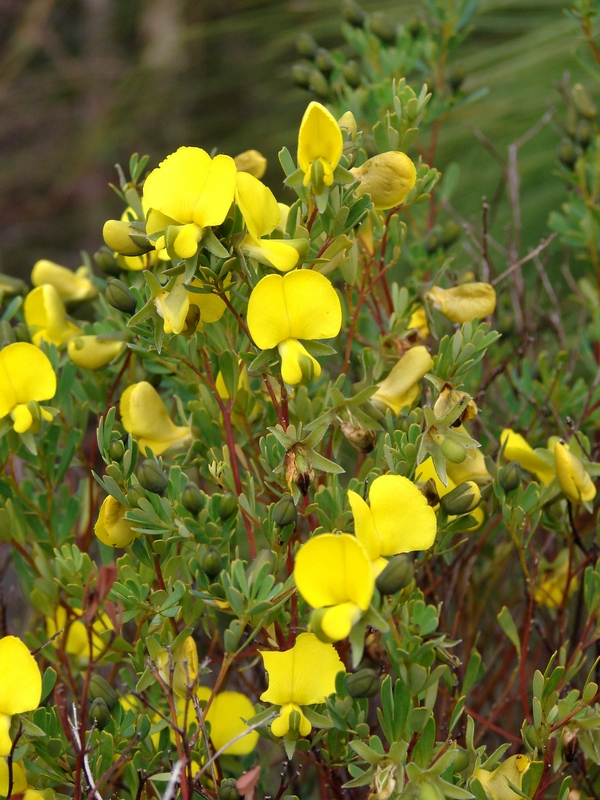
Rozkvetlé Gompholobium virgatum
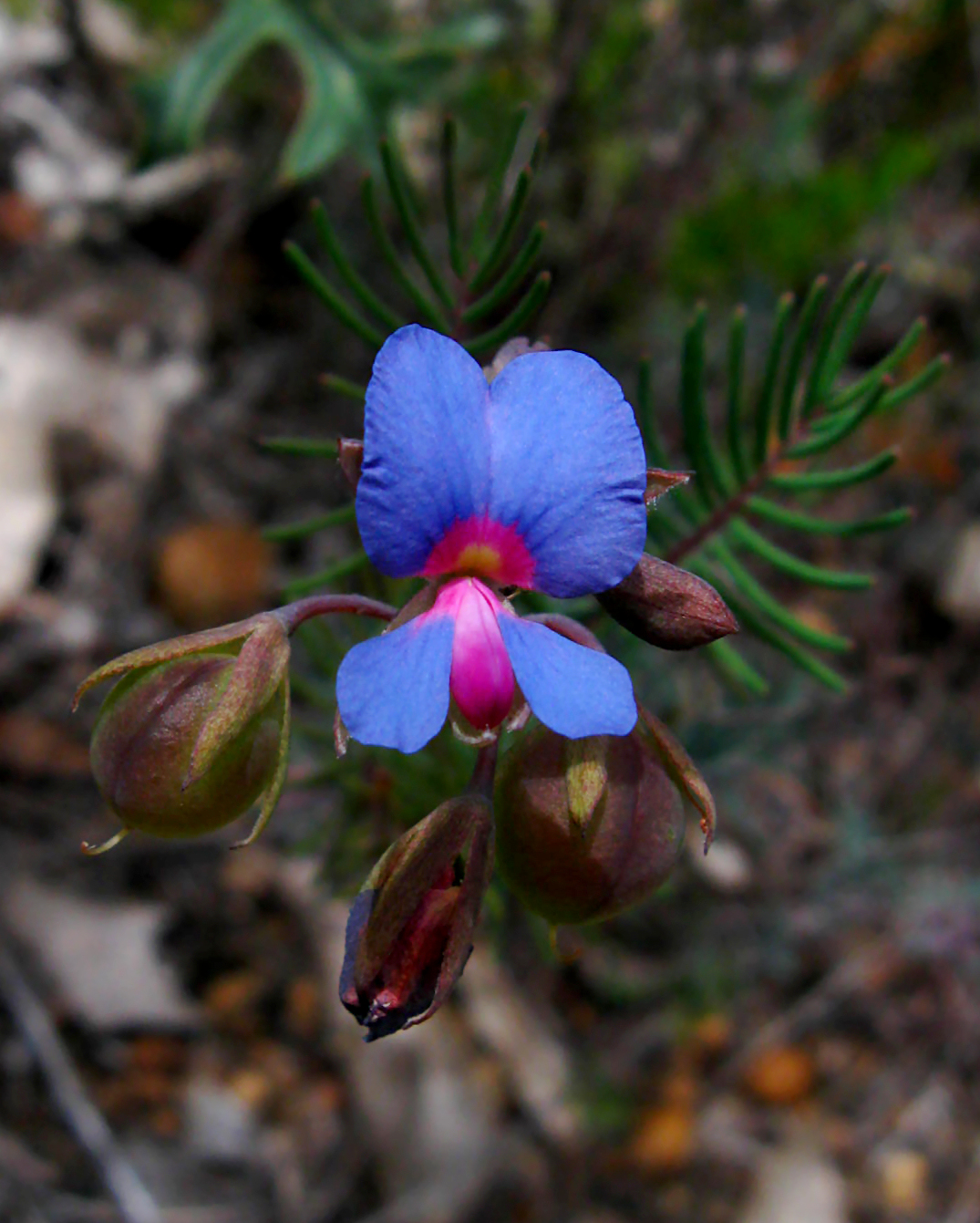
Květ Gompholobium cyaninum
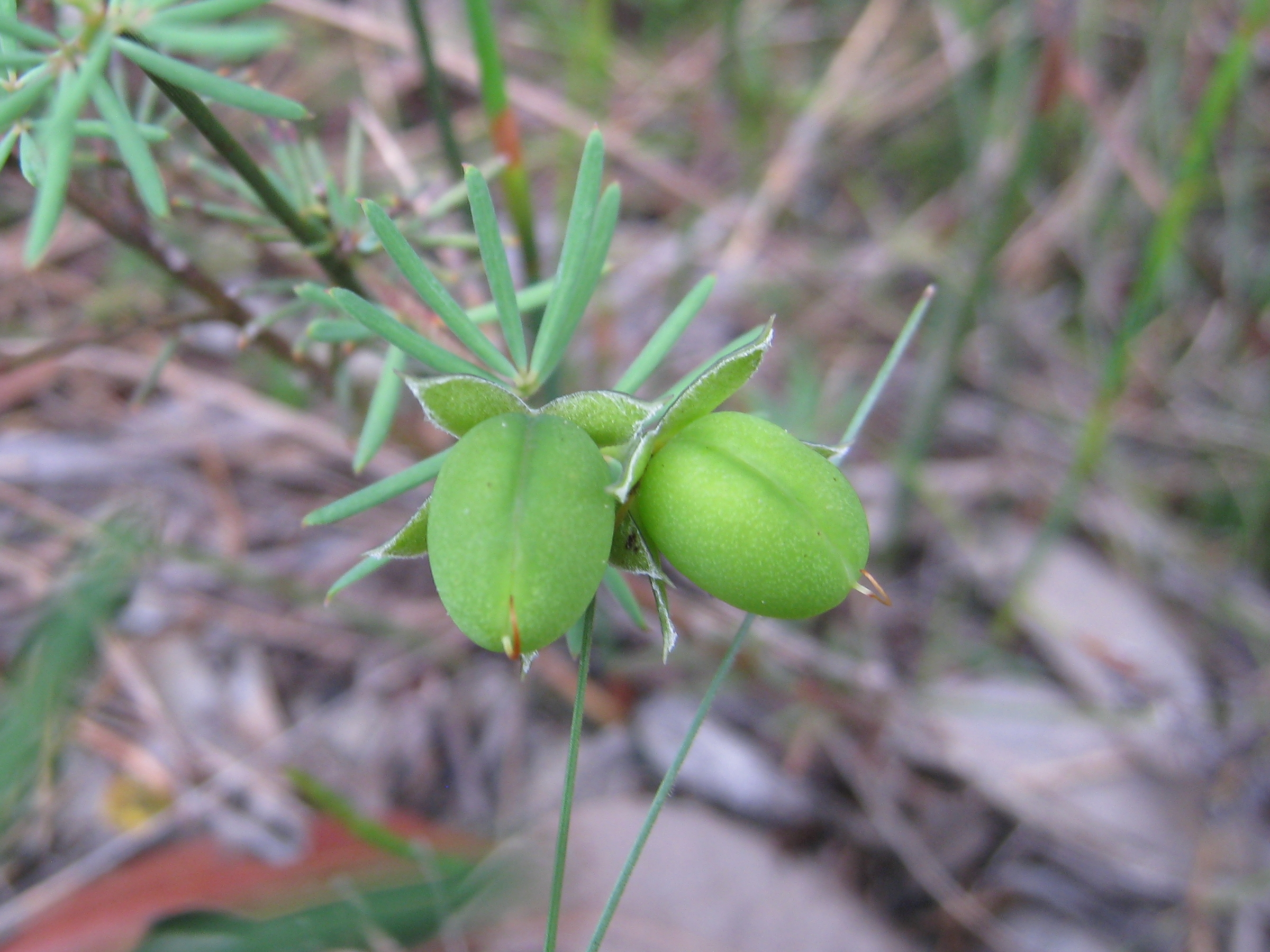
Plody Gompholobium glabratum

## Rozšíření
Rod gomfolobium zahrnuje 44 druhů. Je rozšířen v Austrálii, 2 druhy se vyskytují na Papui Nové Guineji a Malých Sundských ostrovech. Centrum druhové diverzity je v jihozápadní Austrálii. Gomfolobia rostou v mírných až tropických oblastech se sezónním obdobím sucha. Nejčastěji se vyskytují v podrostu tvrdolistých lesů a na planinách na pobřeží či na svazích hor na písčitých či štěrkovitých půdách.
Gomfolobium je jediný rod celého tribu Mirbelieae, který se vyskytuje mimo Austrálii (včetně Tasmánie).

## Význam
Některé druhy gomfolobií jsou pěstovány jako okrasné rostliny a pěstují se i jako skalničky. Nejsou udávány ze žádné české botanické zahrady.